# Texas spagnolo
Texas spagnolo è il nome dato dagli storici al periodo della storia del Texas tra il 1690 e il 1821, quando questo Stato apparteneva all'Impero spagnolo.

## Fondazione della colonia spagnola
La notizia della distruzione del forte francese «creò un immediato ottimismo e stimolò il fervore religioso» a Città del Messico. La Spagna aveva approfondito molto la conoscenza della geografia del Texas durante le numerose spedizioni alla ricerca di Fort Saint Louis. Nel marzo 1690, Alonso De León guidò una spedizione per fondare una missione nel Texas orientale; essa fu chiamata San Francisco de los Tejas e venne completata nei pressi di un villaggio Nabedache alla fine di maggio. La prima messa fu celebrata il 1º giugno. Il 23 gennaio 1691 la Spagna nominò il primo governatore del Texas, il generale Domingo Terán de los Ríos. Durante la sua visita alla missione di San Francisco de los Tejas nel mese di agosto, egli scoprì che i sacerdoti avevano stabilito una seconda missione nelle vicinanze, ma avevano poco successo nel convertire gli indiani locali al Cristianesimo. Essi infatti rubavano regolarmente bestiame e cavalli e mostravano poco rispetto nei confronti dei sacerdoti. Quando Terán lasciò il Texas in quello stesso anno, la maggior parte dei missionari scelse di tornare con lui, lasciando soltanto 3 religiosi e 9 soldati nelle missioni Il gruppo si lasciò alle spalle anche un'epidemia di vaiolo. I Caddo infuriati minacciarono gli spagnoli rimasti, che ben presto abbandonarono la neonata missione e tornarono a Coahuila. Nei venti anni successivi, la Spagna ancora una volta ignorò completamente il Texas.
Dopo un fallito tentativo di convincere le autorità spagnole a ristabilire le missioni in Texas, nel 1711 il missionario francescano Francisco Hidalgo si recò dal governatore francese della Louisiana per domandare aiuto. Egli mandò dunque alcuni inviati per incontrarsi con Hidalgo. Preoccupate per ciò, le autorità spagnole ordinarono allora la rioccupazione del Texas come cuscinetto tra la Nuova Spagna e gli insediamenti nemici in Louisiana. Nel 1716 quattro missioni e un presidio furono istituiti nel Texas orientale. Le prime donne a stabilirsi nel territorio giunsero in Texas durante questo periodo, accompagnando i soldati.
Le nuove missioni si trovavano a circa 644 km dalla più vicina città spagnola, San Juan Bautista. Martín de Alarcón, che era stato nominato governatore del Texas nel tardo 1716, volle costruire un centro abitato lungo la strada tra il Rio Grande e le nuove missioni. Nell'aprile 1718 egli condusse nella regione un gruppo di 72 persone, tra cui 10 famiglie, allo scopo di fondare un insediamento lungo il fiume San Antonio. Entro la settimana successiva, i coloni costruirono la missione di San Antonio de Valero e un presidio, e fondarono il comune di San Antonio de Béxar, oggi San Antonio.
L'anno seguente la Guerra della Quadruplice Alleanza contrappose la Spagna alla Francia; quest'ultima immediatamente adoperò per rilevare gli interessi spagnoli in Nord America. Nel giugno 1719, 7 francesi da Natchitoches presero il controllo della missione di San Miguel de los Adaes strappandola al suo solo difensore, che non sapeva che i due Stati erano in guerra. I soldati francesi spiegarono che 100 ulteriori soldati stavano arrivando, pertanto i coloni spagnoli, missionari e soldati rimanenti fuggirono a San Antonio.
Il nuovo governatore di Coahuila e Texas, il marchese José de Azlor y Virto de Vera, cacciò i francesi da Los Adaes senza sparare un colpo. Ordinò poi ordinato la costruzione di una nuova fortezza spagnola, Nuestra Señora del Pilar de Los Adaes, situata nei pressi dell'attuale Robeline, in Louisiana, a soli 19 km da Natchitoches. Il nuovo forte divenne la prima capitale del Texas e vennero posti a sua guardia 6 cannoni e 100 soldati Le sei missioni in Texas orientale furono riattivate e una supplementare più un presidio vennero costruiti sulla baia di Matagorda, nel luogo in cui sorgeva Fort Saint Louis.

## Contrasti con gli indiani

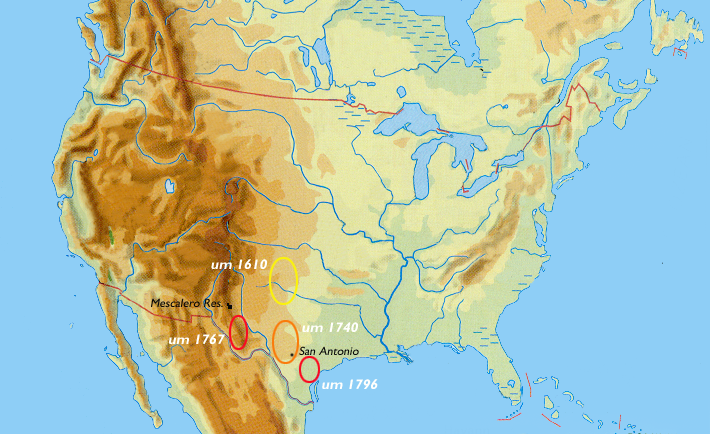
Territorio degli Apache Lipan

Alla fine degli anni 1720 il viceré della Nuova Spagna eliminò il controllo militare sul Texas orientale e ridusse le dimensioni delle guarnigioni a difesa dei presidi rimanenti, lasciando solo 144 soldati in tutta la provincia. Senza militari per proteggerli, le missioni del Texas orientale si trasferirono a San Antonio.
Anche se i missionari non erano stati in grado di convertire la tribù Hasinai dell'est, avevano fatto amicizia con essi. Gli Hasinai erano acerrimi nemici degli Apache Lipan, che passarono la loro ostilità verso la Spagna e iniziarono a compiere razzie a San Antonio e in altri territori spagnole. Una pace temporanea con gli Apache fu finalmente stretta nel 1749, e su richiesta degli indiani una missione venne istituita lungo il fiume San Saba, a nord-ovest di San Antonio. Gli Apache non usufruirono della missione, ma il fatto che gli spagnoli ora sembravano essere amici degli Apache fece infuriare i nemici di questi ultimi, in primo luogo i Comanche, i Tonkawa e le tribù Hasinai, che in breve tempo distrussero la missione.
Dopo la sconfitta subita nella guerra dei sette anni, nel 1762 la Francia finalmente abbandonò la propria pretesa sul Texas in virtù del trattato di Fontainebleau, che la obbligò a cedere tutta la Louisiana a ovest del fiume Mississippi alla Spagna. Quest'ultima non ritenne necessario continuare a mantenere gli insediamenti presso gli ex avamposti francesi e ordinò la chiusura di Los Adaes, rendendo San Antonio la nuova capitale provinciale. Gli abitanti di Los Adaes si trasferirono altrove nel 1773. Dopo diversi tentativi di stabilirsi in altre parti della provincia, essi tornarono nel Texas orientale senza alcun'autorizzazione e fondarono la città di Nacogdoches.
I Comanche accettarono di firmare un trattato di pace nel 1785. Essi si dichiararono disposti a combattere gli avversari dei loro nuovi amici, e ben presto attaccarono i Karankawa. Negli anni successivi i Comanche ne uccisero molti nella zona e cacciarono gli altri in Messico. Nel gennaio 1790 i Comanche aiutarono anche gli spagnoli a combattere una grande battaglia contro i Mescalero e gli Apache Lipan a Soledad Creek, a ovest di Creek San Antonio. Gli Apache subirono una grave sconfitta e la maggior parte delle incursioni cessarono. Entro la fine del XVIII secolo solo un piccolo numero di tribù di cacciatori e raccoglitori localizzate in Texas non erano ancora state cristianizzata. Nel 1793 la missione di San Antonio de Valero fu secolarizzata, e l'anno successivo anche le altre quattro missioni rimanenti a San Antonio subirono in parte lo stesso trattamento.

## 1799-1821

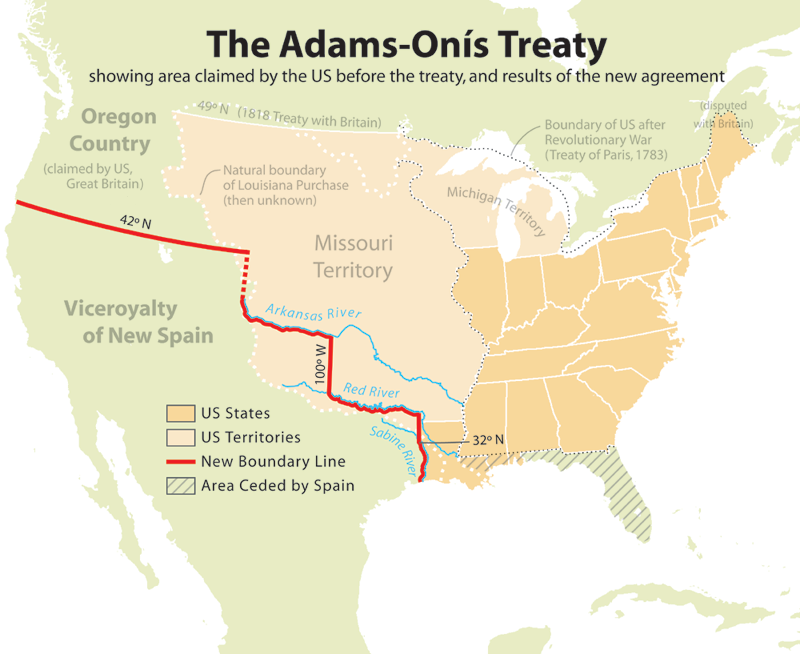
Confini del Texas dopo il trattato Adams-Onís del 1819

Nel 1799 la Spagna restituì la Louisiana alla Francia in cambio della promessa di un territorio in Italia centrale. Anche se l'accordo venne firmato ufficialmente il 1º ottobre 1800, esso non entrò in vigore fino al 1802. L'anno seguente Napoleone vendette la Louisiana ai neonati Stati Uniti. L'accordo iniziale tra Spagna e Francia non aveva specificato in modo esplicito i confini della Louisiana e le descrizioni nei documenti erano ambigue e contraddittorie. Gli Stati Uniti insistettero sul fatto che il loro acquisto includeva anche la maggior parte delle Florida occidentale e tutto il Texas. Thomas Jefferson sostenne che la Louisiana da lui comprata si estendeva a ovest delle Montagne Rocciose e includeva l'intero bacino idrografico del Mississippi, del Missouri e dei loro affluenti, tenendo come confine meridionale il Rio Grande. La Spagna affermò invece che la Louisiana si estendeva solo fino a Natchitoches e non comprendeva il Territorio dell'Illinois. Texas fu ancora una volta considerato un territorio cuscinetto, questa volta tra Nuova Spagna e Stati Uniti. I contrasti continuarono sino al 1819, quando in seguito al trattato Adams-Onís la Spagna cedette la Florida alla nazione nordamericana in cambio del controllo indiscusso sul Texas.
Durante la maggior parte della disputa con gli USA, il governatorato della Nuova Spagna conobbe notevoli difficoltà. Nel 1808 Napoleone costrinse il re di Spagna ad abdicare e nominò il fratello Giuseppe Bonaparte come nuovo monarca. Un governo ombra operò da Cadice durante il suo regno di Giuseppe, mentre rivoluzionari in Messico e negli Stati Uniti tentarono senza successo di dichiarare il Texas e il Messico indipendenti. Le truppe spagnole reagirono duramente, saccheggiando la provincia e uccidendo qualsiasi Texano accusato di avere tendenze repubblicane. Nel 1820 meno di 2.000 cittadini ispanici rimanevano in Texas. La situazione non tornò alla normalità fino al 1821, quando Agustín de Iturbide diede il via alla guerra d'indipendenza del Messico. Il Texas entrò pacificamente a far parte della nazione non appena questa raggiunse l'indipendenza; in tal modo terminò la dominazione spagnola sul territorio.

## Eredità spagnola

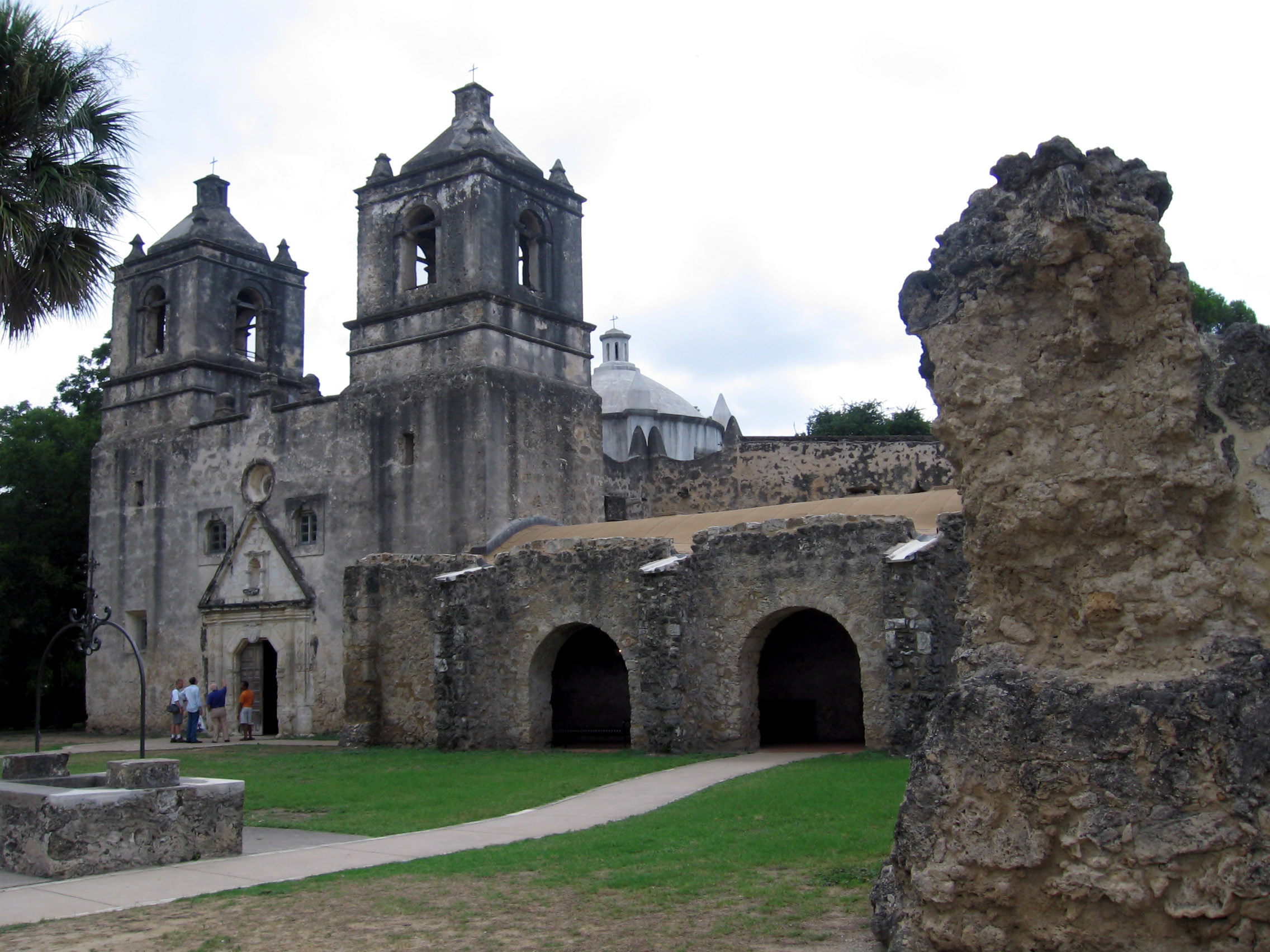
Resti della missione Concepcion, una di quelle localizzate a San Antonio, oggi National Historic Landmark

Il controllo spagnolo sul Texas fu immediatamente seguito da quello messicano e può risultare difficile separare le rispettive influenze sul futuro Stato. L'eredità più evidente è quella della lingua, ogni grande fiume del moderno Texas, a eccezione del Red River, ha un nome spagnolo o anglicizzato, così come 42 delle 254 contee dello Stato. Numerose sono anche le città aventi nomi spagnoli. Un ulteriore notevole lascito è quello del Cattolicesimo. Alla fine del dominio spagnolo sul Texas praticamente tutti gli abitanti praticavano la religione cattolica, che è ancora molto diffusa nello Stato. Le missioni spagnole costruite a San Antonio per convertire gli indiani al Cattolicesimo sono state restaurate e oggi costituiscono National Historic Landmark.
Gli spagnoli introdussero nella regione il bestiame europeo, tra cui bovini, cavalli e muli, già negli anni 1690. Il pascolo di queste mandrie influì negativamente sui vegetali autoctoni, permettendo che erbe come il mezquite, nativo della costa meridionale del Texas, si diffondessero anche all'interno. Gli agricoltori spagnoli introdussero anche l'irrigazione e nuovi metodi di coltivazione del terreno, che portarono a un'ulteriore evoluzione del paesaggio.
Inoltre, anche se il Texas alla fine adottò gran parte del sistema giuridico americano, molti prassi giuridiche spagnole sono state mantenute. Tra queste vi sono i concetti di esenzione delle fattorie (homestead exemption), comunione dei beni e adozione.